# Annika Lischke
Annika Lischke (* 20. September 1978 in Frankfurt am Main) ist eine deutsche Künstlerin, Set-Designerin und Artdirektorin. Sie arbeitet häufig mit der Technik der Collage.

## Karriere
Von 1999 bis 2005 studierte sie Visuelle Kommunikation an der Universität der Künste Berlin und begann bereits dort, ihre Zeichnungen in dreidimensionale Objekte zu übersetzen und diese abzufotografieren. Sie etablierte sich im Set Design und arbeitet seither für internationale Fotoshootings und Filmproduktionen, u. a. für Nick Knight, Ralph Mecke, Misha Taylor, Mel Carch und Nathaniel Goldberg. Ihre Arbeiten wurden in der Vogue Casa, Harpers and Queen, dem ZEITMagazin, Elle, Gala, Vanity Fair, Spiegel und TUSH Magazine veröffentlicht. Zu ihren Auftraggeberinnen gehören Adidas, BMW, Coca Cola, Diesel, Esprit, Hugo Boss, Nike, KADEWE und Zalando. Parallel entwickelt sie Papiercollagen – teils als Auftragsarbeiten, teils als freie Projekte. Dafür durchsucht sie Hochglanzzeitschriften wie einen Farbfächer nach passenden Farbtönen und Strukturen und montiert diese mal flach, mal in den Raum hineinragend. Neben der handwerklichen Arbeit schätzt sie die Gleichzeitigkeit unterschiedlicher Perspektiven und das Potential, Brüche zu erzeugen. Drei Collagen von Annika Lischke befinden sich in der Sammlung des Museum für Kunst und Gewerbe Hamburg.

## Ausstellungen
- Ausstellung audio—grafisch. 16 Entwürfe und ihre Entstehung. Museum für Kunst und Gewerbe Hamburg, 3.6.22 – 26.2.23[4]
- Ausstellung Annika Lischke – Objekte. Central Kunsthandlung Münsing, 24.6.– 10.7.2023
- Ausstellung Wiki Women – Wissen gemeinsam ergänzen II, Museum für Kunst und Gewerbe Hamburg, 12.10.2023–28.04.2024[5]

## Publikationen
- LE MILE Nº13, Januar 2015, ISSN 2199-0107[6]